# Styvvide
Styvvide (Salix eriocephala) är en videväxtart som beskrevs av André Michaux. Enligt Catalogue of Life ingår Styvvide i släktet viden och familjen videväxter, men enligt Dyntaxa är tillhörigheten istället släktet viden och familjen videväxter. Arten förekommer tillfälligt i Sverige, men reproducerar sig inte. Inga underarter finns listade i Catalogue of Life.

## Bildgalleri

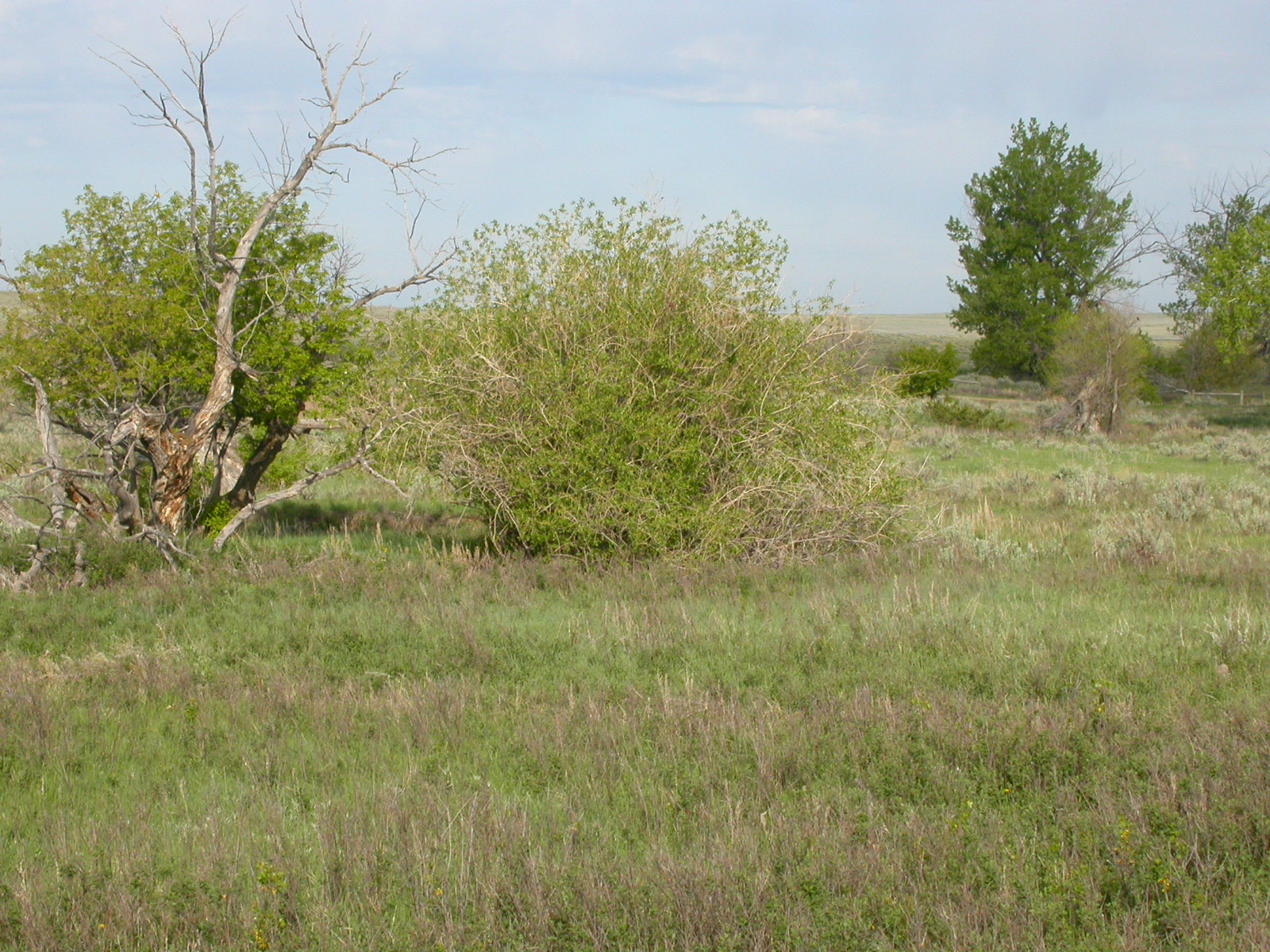
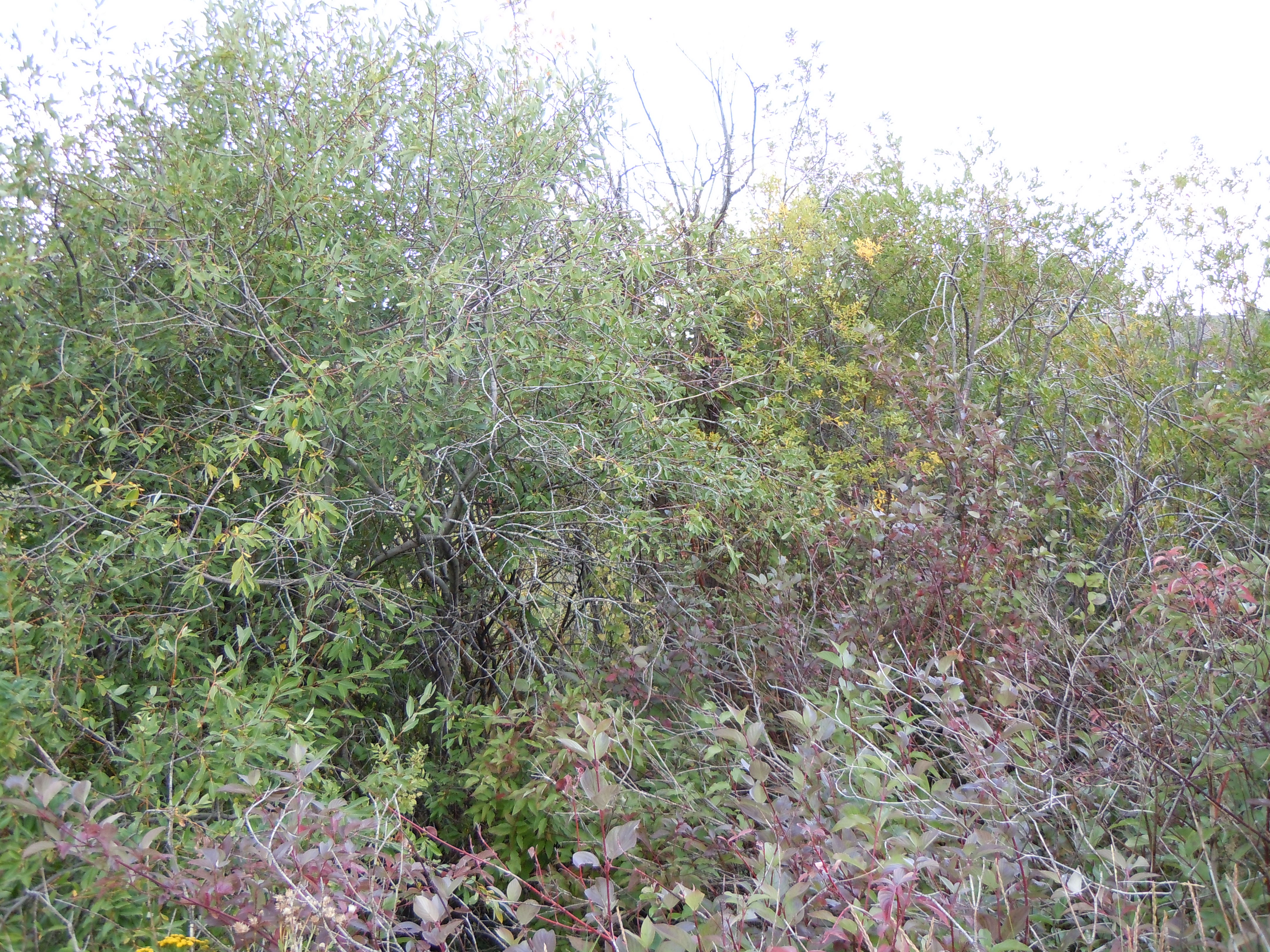
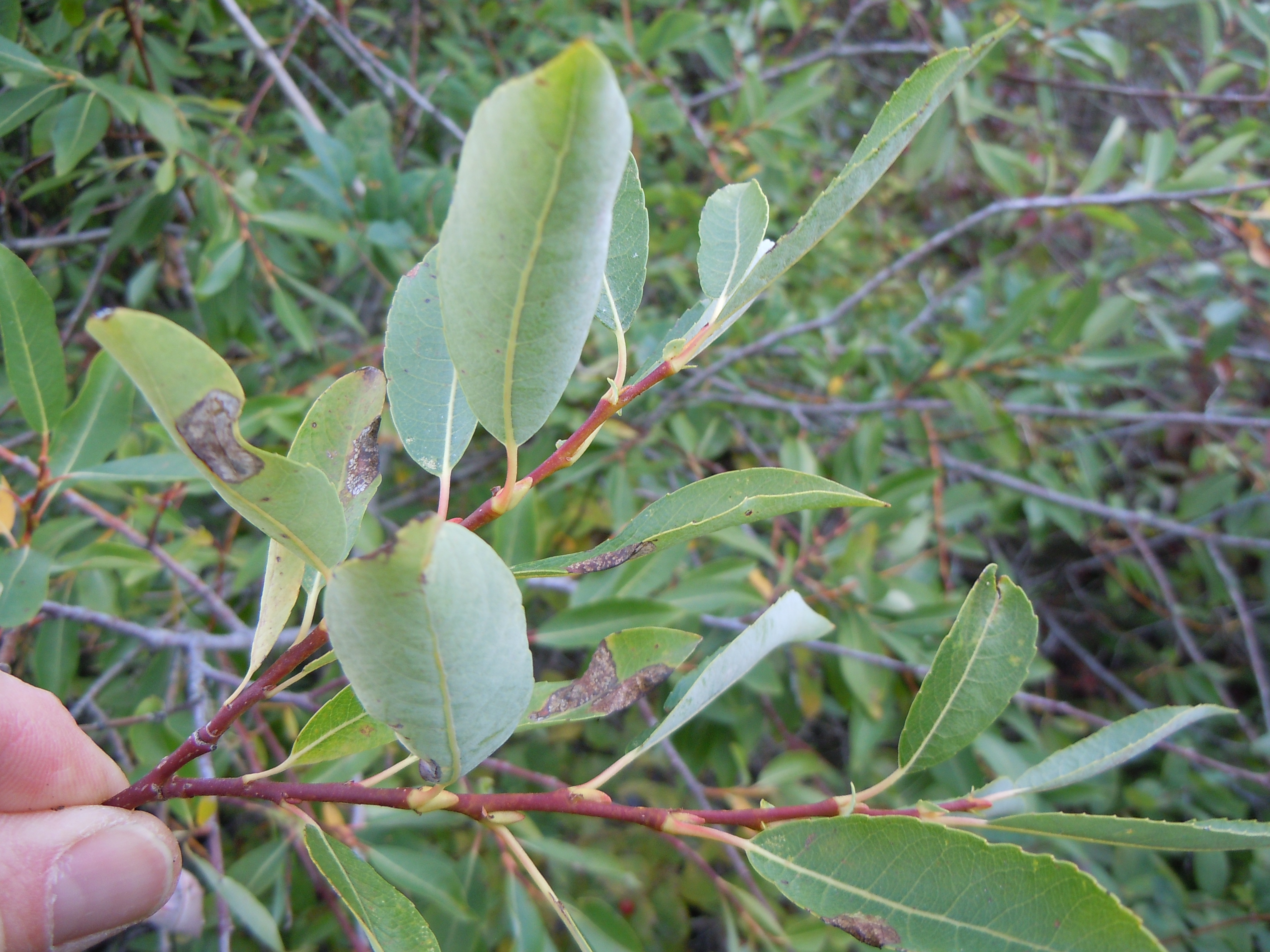
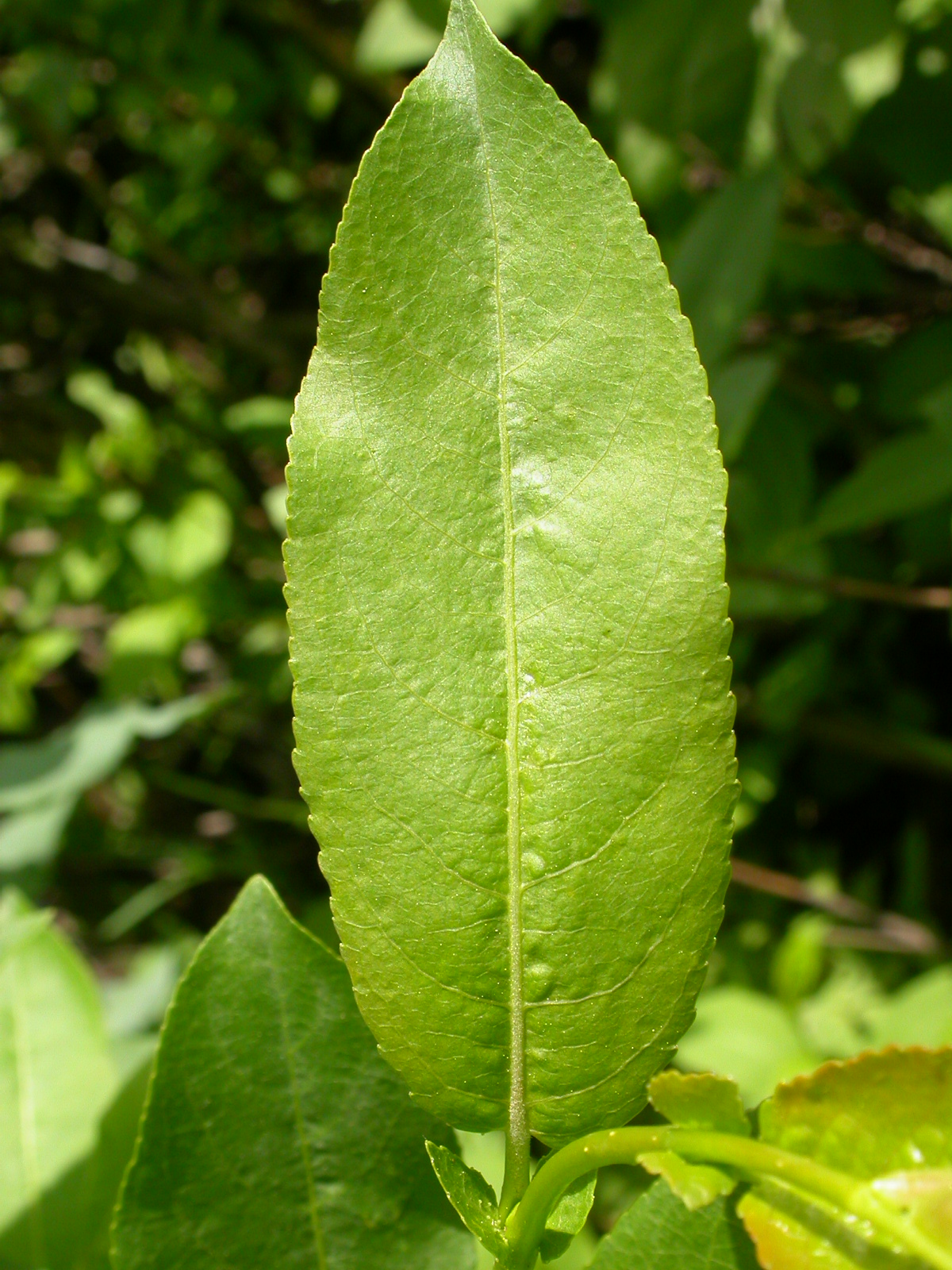
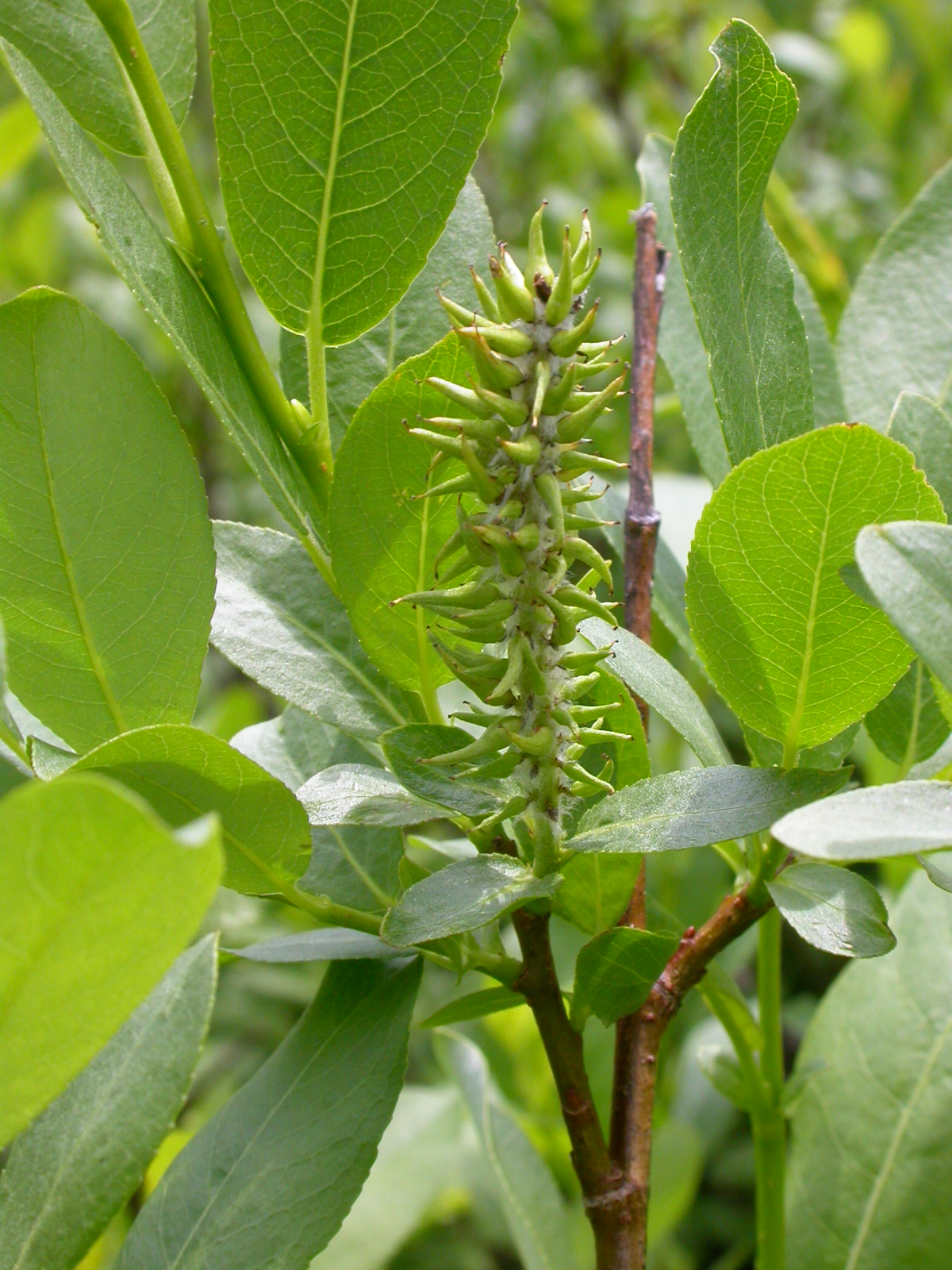
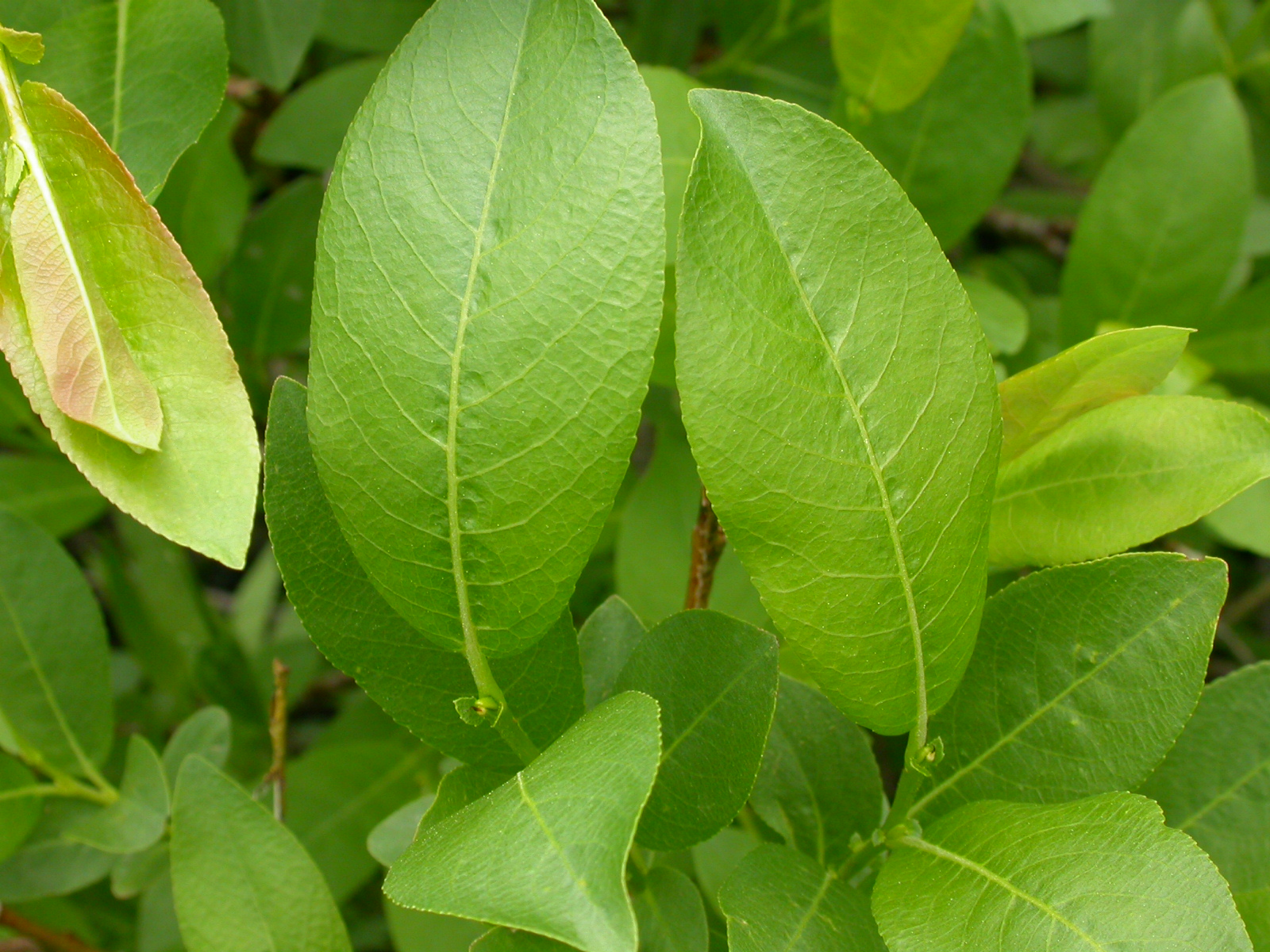